# Minnesota Vikings 1977
La stagione NFL 1977 fu la 17ª per i Minnesota Vikings nella Lega.

## Scelte nel Draft 1977
| Draft NFL 1977   |                  |                  |                                                                |                                                                |                                                                |                                                                |                                                                |
| Ordine del Draft | Ordine del Draft | Ordine del Draft | Giocatore                                                      | Ruolo                                                          | College                                                        | Note                                                           |                                                                |
| Giro             | Scelta           | Generale         | Giocatore                                                      | Ruolo                                                          | College                                                        | Note                                                           |                                                                |
| 1                | 27               | 27               | Tommy Kramer                                                   | Quarterback                                                    | Rice                                                           |                                                                |                                                                |
| 2                | 27               | 55               | Dennis Swilley                                                 | Guardia                                                        | Texas A&M                                                      |                                                                |                                                                |
| 3                | 27               | 83               | Tom Hannon                                                     | Linebacker                                                     | San Diego State                                                |                                                                |                                                                |
| 4                | 27               | 111              | Scambiata con i Seattle Seahawks[a]                            | Scambiata con i Seattle Seahawks[a]                            | Scambiata con i Seattle Seahawks[a]                            |                                                                |                                                                |
| 5                | 26               | 138              | Ken Moore                                                      | Tight end                                                      | Northern Illinois                                              |                                                                |                                                                |
| 6                | 27               | 166              | Scambiata con i New England Patriots[b]                        | Scambiata con i New England Patriots[b]                        | Scambiata con i New England Patriots[b]                        |                                                                |                                                                |
| 7                | 27               | 194              | Scambiata con i Cincinnati Bengals[c]                          | Scambiata con i Cincinnati Bengals[c]                          | Scambiata con i Cincinnati Bengals[c]                          |                                                                |                                                                |
| 8                | 27               | 222              | Clint Strozier                                                 | Defensive back                                                 | USC                                                            |                                                                |                                                                |
| 9                | 27               | 250              | Scott Studwell                                                 | Linebacker                                                     | Illinois                                                       |                                                                |                                                                |
| 10               | 27               | 278              | Dan Beaver                                                     | Kicker                                                         | Illinois                                                       |                                                                |                                                                |
| 11               | 27               | 306              | Keith Hartwig                                                  | Wide receiver                                                  | Arizona                                                        |                                                                |                                                                |
| 12               | 27               | 335              | Jim Kelleher                                                   | Running back                                                   | Colorado                                                       |                                                                |                                                                |
| Legenda          | Legenda          | Legenda          | Ha partecipato ad almeno un Pro Bowl in carriera Hall of Famer | Ha partecipato ad almeno un Pro Bowl in carriera Hall of Famer | Ha partecipato ad almeno un Pro Bowl in carriera Hall of Famer | Ha partecipato ad almeno un Pro Bowl in carriera Hall of Famer | Ha partecipato ad almeno un Pro Bowl in carriera Hall of Famer |

Note:
- [a] I Vikings scambiarono la loro scelta nell'4º giro (111ª assoluta) con i Seahawks in cambio del WR Ahmad Rashād.
- [b] I Vikings scambiarono la loro scelta nel 6º giro (166ª assoluta) e la loro scelta nell'8º giro (235ª assoluta) al Draft NFL 1977 con i Patriots in cambio dell'OL Doug Dumler.
- [c] I Vikings scambiarono la loro scelta nel 7º giro (194ª assoluta) con i Bengals in cambio del TE Orlando Nelson.

## Partite

### Stagione regolare
| Calendario | | | | | | | |
| Settimana  | Data                                                                                               | Ora (CDT)                                                                                          | Avversario                                                                                         | Risultato                                                                                          | Stadio                                                                                             | Spettatori                                                                                         | Record                                                                                             |
| 1          | 18 settembre                                                                                       | 1:00 p.m.                                                                                          | Dallas Cowboys                                                                                     | P 16-10 DTS                                                                                        | Metropolitan Stadium                                                                               | 47.678                                                                                             | 0-1                                                                                                |
| 2          | 24 settembre                                                                                       | 7:00 p.m.                                                                                          | Tampa Bay Buccaneers                                                                               | V 9-3                                                                                              | Tampa Stadium                                                                                      | 66.272                                                                                             | 1-1                                                                                                |
| 3          | 2 ottobre                                                                                          | 1:00 p.m.                                                                                          | Green Bay Packers                                                                                  | V 19-7                                                                                             | Metropolitan Stadium                                                                               | 47.143                                                                                             | 2-1                                                                                                |
| 4          | 9 ottobre                                                                                          | 1:00 p.m.                                                                                          | Detroit Lions                                                                                      | V 14-7                                                                                             | Metropolitan Stadium                                                                               | 45.860                                                                                             | 3-1                                                                                                |
| 5          | 16 ottobre                                                                                         | 1:00 p.m.                                                                                          | Chicago Bears                                                                                      | V 22-16 DTS                                                                                        | Metropolitan Stadium                                                                               | 47.708                                                                                             | 4-1                                                                                                |
| 6          | 24 ottobre                                                                                         | 8:00 p.m.                                                                                          | Los Angeles Rams                                                                                   | P 35-3                                                                                             | Los Angeles Memorial Coliseum                                                                      | 62.414                                                                                             | 4-2                                                                                                |
| 7          | 30 ottobre                                                                                         | 12:00 p.m.                                                                                         | Atlanta Falcons                                                                                    | V 14-7                                                                                             | Atlanta-Fulton County Stadium                                                                      | 59.257                                                                                             | 5-2                                                                                                |
| 8          | 6 novembre                                                                                         | 3:00 p.m.                                                                                          | St. Louis Cardinals                                                                                | P 27-7                                                                                             | Metropolitan Stadium                                                                               | 47.066                                                                                             | 5-3                                                                                                |
| 9          | 13 novembre                                                                                        | 3:00 p.m.                                                                                          | Cincinnati Bengals                                                                                 | V 42-10                                                                                            | Metropolitan Stadium                                                                               | 45.371                                                                                             | 6-3                                                                                                |
| 10         | 20 novembre                                                                                        | 12:00 p.m.                                                                                         | Chicago Bears                                                                                      | P 10-7                                                                                             | Soldier Field                                                                                      | 49.563                                                                                             | 6-4                                                                                                |
| 11         | 27 novembre                                                                                        | 1:00 p.m.                                                                                          | Green Bay Packers                                                                                  | V 13-6                                                                                             | Lambeau Field                                                                                      | 56.267                                                                                             | 7-4                                                                                                |
| 12         | 4 dicembre                                                                                         | 1:00 p.m.                                                                                          | San Francisco 49ers                                                                                | V 28-27                                                                                            | Metropolitan Stadium                                                                               | 40.745                                                                                             | 8-4                                                                                                |
| 13         | 11 dicembre                                                                                        | 3:00 p.m.                                                                                          | Oakland Raiders                                                                                    | P 35-13                                                                                            | Oakland-Alameda County Coliseum                                                                    | 52.771                                                                                             | 8-5                                                                                                |
| 14         | 17 dicembre                                                                                        | 9:00 p.m.                                                                                          | Detroit Lions                                                                                      | V 30-21                                                                                            | Pontiac Silverdome                                                                                 | 78.572                                                                                             | 9-5                                                                                                |
| Note       | Gli avversari della propria division sono in grassetto. Gli incontri in trasferta sono in corsivo. | Gli avversari della propria division sono in grassetto. Gli incontri in trasferta sono in corsivo. | Gli avversari della propria division sono in grassetto. Gli incontri in trasferta sono in corsivo. | Gli avversari della propria division sono in grassetto. Gli incontri in trasferta sono in corsivo. | Gli avversari della propria division sono in grassetto. Gli incontri in trasferta sono in corsivo. | Gli avversari della propria division sono in grassetto. Gli incontri in trasferta sono in corsivo. | Gli avversari della propria division sono in grassetto. Gli incontri in trasferta sono in corsivo. |

### Playoff
| Settimana        | Data        | Ora (CDT) | Avversario (seed)    | Risultato | Stadio               | Spettatori | Record |
| ---------------- | ----------- | --------- | -------------------- | --------- | -------------------- | ---------- | ------ |
| Divisional       | 26 dicembre | 5:00 p.m. | Los Angeles Rams (2) | V 14-7    | Los Angeles Coliseum | 62.538     | 1-0    |
| NFC Championship | 1º gennaio  | 4:00 p.m  | Dallas Cowboys (1)   | P 23-6    | Texas Stadium        | 61.968     | 1-1    |

## Classifiche

### Division
| Classifica della NFL Central Division 1977 | Classifica della NFL Central Division 1977 | Classifica della NFL Central Division 1977 | Classifica della NFL Central Division 1977 | Classifica della NFL Central Division 1977 | Classifica della NFL Central Division 1977 | Classifica della NFL Central Division 1977 | Classifica della NFL Central Division 1977 | Classifica della NFL Central Division 1977 | Classifica della NFL Central Division 1977 | Classifica della NFL Central Division 1977 | Classifica della NFL Central Division 1977 | Classifica della NFL Central Division 1977 | Classifica della NFL Central Division 1977 | Classifica della NFL Central Division 1977 | Classifica della NFL Central Division 1977 | Classifica della NFL Central Division 1977 | Classifica della NFL Central Division 1977 |
|                                            | V                                          | P                                          | N                                          | PCT                                        | DIV                                        | DIV PCT                                    | CONF                                       | CONF PCT                                   | NON CONF                                   | C                                          | T                                          | PR                                         | PS                                         | DP                                         | TD                                         | STR                                        | PO                                         |
| ------------------------------------------ | ------------------------------------------ | ------------------------------------------ | ------------------------------------------ | ------------------------------------------ | ------------------------------------------ | ------------------------------------------ | ------------------------------------------ | ------------------------------------------ | ------------------------------------------ | ------------------------------------------ | ------------------------------------------ | ------------------------------------------ | ------------------------------------------ | ------------------------------------------ | ------------------------------------------ | ------------------------------------------ | ------------------------------------------ |
| Minnesota Vikings                          | 9                                          | 5                                          | 0                                          | 64,3%                                      | 6-1                                        | 85,7%                                      | 8-4                                        | 66,7%                                      | 1-1-0                                      | 5-2                                        | 4-3                                        | 231                                        | 227                                        | 4                                          | 30                                         | V-1                                        | Div                                        |
| Chicago Bears                              | 9                                          | 5                                          | 0                                          | 64,3%                                      | 6-1                                        | 85,7%                                      | 8-4                                        | 66,7%                                      | 1-1-0                                      | 5-2                                        | 4-3                                        | 255                                        | 253                                        | 2                                          | 31                                         | V-6                                        | Div                                        |
| Detroit Lions                              | 6                                          | 8                                          | 0                                          | 42,9%                                      | 2-5                                        | 28,6%                                      | 4-8                                        | 33,3%                                      | 2-0                                        | 5-2                                        | 1-6                                        | 183                                        | 252                                        | -69                                        | 23                                         | P-1                                        |                                            |
| Green Bay Packers                          | 4                                          | 10                                         | 0                                          | 28,6%                                      | 2-5                                        | 28,6%                                      | 4-7                                        | 36,4%                                      | 0-3                                        | 2-5                                        | 2-5                                        | 134                                        | 219                                        | -85                                        | 14                                         | V-1                                        |                                            |
| Tampa Bay Buccaneers                       | 2                                          | 12                                         | 0                                          | 14,3%                                      | 0-4                                        | 0,00%                                      | 2-11                                       | 15,4%                                      | 0-1                                        | 1-6                                        | 1-6                                        | 103                                        | 223                                        | -120                                       | 11                                         | V-2                                        |                                            |